# Bob Gale
Michael Robert Gale (Bob Gale) (University City, 21 de maio de 1951) é um roteirista, produtor e diretor estadunidense, graduado em Cinema pela Universidade do Sul da Califórnia em 1973. 
Na Universidade do Sul da Califórnia, Gale conheceu seu parceiro Robert Zemeckis. Como os dois eram roteiristas e fizeram muitas parcerias, eram conhecidos como "The Bobs" entre outros diretores e produtores de cinema.
Bob Gale é mais conhecido por ser co-criador, co-escritor e co-produtor do filme de ficção científica De Volta para o Futuro (Back to the Future,1985) e os demais filmes da franquia, juntamente a Zemeckis. Ele foi indicado ao prêmio Oscar por escrever o primeiro filme dessa trilogia.
Bob Gale escreveu o roteiro de mais de 30 filmes como, 1941: Uma Guerra Muito Louca (1941, 1979), Febre de Juventude (I Wanna Hold Your Hand, 1978), Carros Usados (Used Cars, 1980), Os Saqueadores (Trespass, 1992) e Viagem Sem Destino (Interstate 60, 2002).

Além de filmes, Bob Gale também escreveu para algumas revistas em quadrinhos da DC e da Marvel, incluindo Homem-Aranha, Batman e Demolidor.